# Personal Taste
Kae-in-ui chwihyang (coréen: 개인의 취향; Gaeinui chwihyang; titre international : Personal Taste ou Personal Préférence) est une série télévisée sud-coréenne diffusée sur MBC en 2010.

## Scénario
Park Gae-in (Son Ye-jin) est une créatrice de meubles sans avenir, maladroite, naïve, mais gentille. Elle vit à Sanggojae (ce qui signifie "un endroit pour un amour mutuel"), un hanok modernisé dessiné par son père, le célèbre architecte Park Chul-han (Kang Shin-il) qui vit a l’étranger loin d'elle. Park Gae-in entretient depuis longtemps une relation amoureuse avec son petit ami Han Chang-ryul (Kim Ji-seok), fils d'un riche homme d'affaires. Pourtant celui-ci la prend pour acquise et ne l'aime pas. Il la quitte finalement sans explications pour épouser la meilleure amie depuis dix ans et colocataire de Gae-in, Kim In-hee (Wang Ji-hye). N'ayant pas été mise au courant, Gae-in se rend au mariage de son amie et sa surprise est immense lorsqu'elle découvre brusquement qui sont les futurs mariés. Elle réalise ainsi, et trop tard, que ces deux derniers l'avaient trompés depuis longtemps. Gae-in, le cœur brisé, transforme par sa présence la cérémonie de mariage en un véritable chaos.
Pendant ce temps, et afin de garder sa petite entreprise à flot, le jeune architecte Jeon Jin-ho (Lee Min-ho) essaye désespérément de remporter un appel d'offres pour la construction du projet Dam Art Center. Il est en concurrence avec la prestigieuse entreprise Futur Construction, dirigée par le père de Chang-ryul (Ahn Suk-hwan). Ce dernier était l'ancien bras droit du père de Jeon Jin-ho et l'a trahi causant la perte de leurs biens, l’échec de leur entreprise et la mort du père. Alors dans le but de gagner les faveurs du directeur du projet Dam Art Center, et de sauver son entreprise de faillite, Jeon Jin-ho, avec l'aide de son amie et coéquipier No Sang Jun (Jeong Seong Hwa), doit trouver un moyen d'en apprendre plus sur le bâtiment préféré du directeur Choi Do Bin (Ryu Seung Ryong) : le Sanggojae, qui n'a jamais été ouvert au public.
Sachant que Gae-in ne laissera jamais un homme, qui lui est en plus inconnu, être son nouveau colocataire, une amie de Gae-in, lui propose de prétendre être un homosexuel pour avoir accès à la maison et aux informations cachées dedans. Refusant au début, un malentendu l'obligera à jouer le jeu, un jeu qui enchantera par ailleurs le directeur du projet de la galerie d'art Choi Do Bin (Ryoo Seung-ryong), homosexuel et attiré par Jin-ho. Une fois qu'il a emménagé chez Gae-in, Jin-ho s'embarque au fur et à mesure dans une mission de transformation de Gae-in d'un garçon manqué à une belle et vraie femme, mais dans le chaos de la métamorphose et de la dissimulation de sa véritable orientation sexuelle, l'inattendu se produit, et l'architecte perfectionniste commence à tomber amoureux de sa colocataire,.

## Distribution
- Son Ye-jin : Park Gae-in
- Lee Min-ho : Jeon Jin-ho
- Kim Ji-seok : Han Chang-ryul
- Wang Ji-hye : Kim In-hee
- Ryoo Seung-ryong : Choi Do-bin
- Jo Eun-ji : Lee Young-sun
- Jung Sung-hwa : Noh Sang-jun
- Im Seulong : Kim Tae-hoon
- Choi Eun-seo : Na Hye-mi
- Park Hae-mi : Jeon Jang-mi
- Ahn Suk-hwan : Han Yoon-sub
- Jang Won-young : Kim (secrétaire)
- Kang Shin-il : Park Chul-han
- Yoon Eun-hye : Yoon Eun-soo (caméo)
- Bong Tae-gyu : Lee Won-ho (caméo)
- Jung Chan :  le jeune marié (caméo)
- Song Sun-mi : le jeune mariée (caméo)
- Julien Kang : Joe (caméo)
- Kim Nam-gil : l'homme assis dans le café (caméo)
- Bang Sung Joon : le mannequin photographié dans la rue (caméo)

## Diffusion internationale
| Pays              | Chaîne              | Titre               | Première diffusion |
| ----------------- | ------------------- | ------------------- | ------------------ |
| Corée du Sud      | MBC                 | 개인의 취향         | 31 mars 2010       |
| États-Unis        | MBC America         | Personal Taste      |                    |
| Canada            | All TV              |                     |                    |
| Philippines       | ABS-CBN             | Perfect Match       | 8 novembre 2010    |
| Japon             | TBS                 | 個人の趣向          |                    |
| Singapour         | Mediacorp Channel U | 個人取向الذوق الخاص |                    |
| Taïwan arab world | Formosa TV MBC4     | 個人取向الذوق الخاص |                    |

### Sources
1. ↑  « Personal Taste », Korea Tourism Organization (consulté le 13 novembre 2012)
2. ↑  Ji-hye Lee, « PREVIEW: MBC TV series "Personal Taste" », 10Asia, 26 mars 2010 (consulté le 18 novembre 2012)

- (en) Cet article est partiellement ou en totalité issu de l’article de Wikipédia en anglais intitulé « Personal Taste » (voir la liste des auteurs).